# Lijst van spelers van Club Aurora
Deze lijst omvat voetballers die bij de Boliviaanse voetbalclub Club Aurora spelen of gespeeld hebben. De spelers zijn alfabetisch gerangschikt.

## A
- Luciano Ábalos
- Renán Addles
- Bernardo Aguirre
- Pedro Aguirrez
- Jenry Alaca
- Héctor Almandoz
- José Almaraz
- Santos Amador
- Luis Amarilla
- Augusto Andaveris
- Carmelo Angulo
- Marcelo Angulo
- Vicente Arce
- Wilder Arévalo
- Adhemar Arias
- Mijail Arnez
- Gustavo Arriola
- Vicente Arze
- Jorge Ayala
- José Ayala

## B
- Julio César Baldivieso
- Mauricio Baldivieso
- José Barba
- Sebastian Bartolini
- Fernando Battiste
- Axel Bejarano
- Diego Bengolea
- Diego Blanco
- Luis Manuel Blanco
- Matías Bomba
- Federico Bongioanni
- Rodrigo Borda

## C
- Diego Cabrera
- Edwin Callejas
- Luis Camacho
- Isidro Candiá
- Emiliano Capella
- Carlos Cárdenas
- Luis Cárdenas
- Caleb Cardozo
- Davor Cardozo
- Jaime Cardozo
- Iver Castedo
- Juan Castellón
- Vladimir Castellón
- Ameth Castro
- Charles
- Daniel Claros
- Carlos Clotet
- Roberto Cuadrado

## D
- Óscar Díaz
- Matias Dituro
- Silvio Dulcich

## E
- Joe Escobar

## F
- Rubén Felipe
- Christian Fernández
- Cristian Fernández
- Nery Fernández
- Oliver Fernández
- Patricio Fernández
- Javier Ferrufino
- Carlos Flores

## G
- Luis Galarza
- Rolando Galarza
- Gonzalo Galindo
- Ronald Gallegos
- Roberto Gamarra
- Ignacio García
- Fabio Gimenez
- Marcelo Gomes
- Leandro Grech
- Aldo Gutiérrez
- Raúl Gutiérrez
- Carlos Guzman

## H
- Aly Hassan
- Henrique
- David Huarachi
- Ivan Huayhauta
- Julio Hurtado

## I
- Diego Issa

## J
- Luis Jaldin
- Eduardo Jiguchi
- Juliano Morel

## K
- Stefano Kukoc

## L
- Pablo Lanz
- Diego Ledesma
- Javier León
- Germán Leonforte
- Jose Luís Llanos
- Christian López
- Darwin Lora
- Leonardo Luppino

## M
- Henry Machado
- Ramiro Mamani
- Rodrigo Marangoni
- Marcelo da Silva
- Marília
- Mauro Machado
- Osvaldo Medina
- Marco Mejía
- Milton Melgar
- Abel Méndez
- Limbert Méndez
- Beymar Mendoza
- José Luis Mendoza
- Edgar Miranda
- Pastor Monrroy
- Tito Montaño
- Osvaldo Moreno
- Sergio Moruno
- Lisandro Moyano

## N
- Fernando Navas
- Eric Nogales
- Héctor Núñez

## O
- Edgar Olivares
- Diego Olivera
- Pablo Olmedo
- Leonardo Orsi
- Alberto Ortega
- Carlos Ortíz

## P
- Daner Pachi
- Eloy Padilla
- Derlis Paredes
- Gary Paz
- Darwin Peña
- Diomedes Peña
- Alejandro Peralta
- Marcos Peralta
- Marcos Pereira
- Santiago Pérez
- Marcelo Perugini

## R
- Jair Reinoso
- Alvaro Ricaldi
- Miguel Rimba
- Roberto Rivas
- Julio Robledo
- Jaime Robles
- José Roca
- Fernando Rodríguez
- Luis Rodríguez
- Ronald Rodríguez
- Claudio Rojas
- Gerson Rojas
- Richard Rojas
- Silvio Rojas
- Gustavo Romanello
- Max Rougcher

## S
- Marco Salamanca
- Marciano Saldías
- Diego Salvatierra
- Juan Carlos Sánchez
- Sergio Sánchez
- Fernando Sanjurjo
- Carlos Saucedo
- Nicolás Saucedo
- Óscar Scotto
- Ronald Segovia
- Sérgio João
- Wilson Silva
- Juccelio da Silva
- Jeison Siquita
- Mauricio Soria
- Modesto Soruco
- Nelson Sossa
- Fernando Souza

## T
- Nicoll Taboada
- Carlos Tordoya
- Julio Toro
- Sergio Torrez
- David Torrico
- Toto

## V
- Eduardo Vallecillo
- Guenyi Vaca
- Oscar Vaca
- Arnulfo Valentierra
- Rodrigo Vargas
- Aquilino Villalba
- Johnny Villarroel
- Diego Villegas
- Humberto Viviani

## Y
- Damián Yáñez

## Z
- Jorge Zapata
- Edson Zenteno
- Edward Zenteno
- Oscar Zenteno